# 예천비행장
예천비행장(醴泉飛行場, IATA: YEC, ICAO: RKTY)은 경상북도 예천군 유천면 매산리에 위치한 군용 비행장이다. 1989년 개항하여 예천-서울, 예천-제주 등의 노선을 운항하였다. 주로 아시아나항공과 대한항공이 운항하였고 한때 연 이용객이 40만 명에 달했으나, 1997년을 기점으로 이용객이 감소하기 시작했다. 중앙고속도로 개통 이후 이용객이 급감하여 386억 원을 들여 청사를 확장했음에도 불구하고 2004년에 운항이 중단되었다. 2005년 말 공항 지정을 해제하고 건물 및 시설물들이 교통부(현 국토교통부)에서 국방부에 이관됨으로써, 목포공항처럼 민간인 출입이 통제되는 군사 시설이 되었다.

## 역사
- 1989년 12월 개항 (아시아나항공 김포, 제주 노선(주3회) 취항)
- 1990년 5월 31일 아시아나항공 예천 ~ 제주 단항
- 1990년 6월 20일 공항 관리업무 교통부에서 한국공항관리공단으로 이관
- 1992년 12월 1일 아시아나항공 예천 ~ 서울(김포) 운항 편수 증편 (주 1회 → 2회 운항)
- 1994년 9월 15일 대한항공 예천 ~ 서울(김포) 취항
- 1995년 9월 대한항공 예천 ~ 제주 취항
- 1998년 3월 대한항공 예천 ~ 제주 노선 폐지
- 2001년 10월 대한항공 예천 ~ 김포 노선 폐지 및 철수
- 2002년 8월 1일 아시아나항공 예천 ~ 서울(김포) 노선 폐지 및 제주 재운항
- 2002년 12월 27일 건설교통부 부산지방항공청, 예천공항 확장 공사 완료[2]
- 2004년 5월 13일 아시아나항공 예천 ~ 제주 노선 폐지 및 철수
- 2005년 12월 공항 해제 및 소유권 이전 (건설교통부(현 국토교통부) → 국방부)

## 과거 운항 노선

### 국내선
| 항공사       | 목적지           |
| ------------ | ---------------- |
| 대한항공     | 제주, 서울(김포) |
| 아시아나항공 | 제주, 서울(김포) |

## 과거 이용객 추이
| 비고                 | 1997년  | 1998년  | 1999년  | 2000년  | 2001년 | 2002년 | 2003년 |
| -------------------- | ------- | ------- | ------- | ------- | ------ | ------ | ------ |
| 운항(편수)           | 4,255   | 2,959   | 1,094   | 1,830   | 1,256  | 722    | 280    |
| 여객 (명)            | 390,154 | 217,088 | 169,615 | 133,273 | 86,293 | 32,379 | 19,043 |
| 추이 (여객/전년대비) |         | 173,066 | 47,473  | 36,342  | 46,980 | 53,914 | 13,336 |

## 같이 보기
- 대한민국의 공항